# Kanton Dangé-Saint-Romain
Der Kanton Dangé-Saint-Romain war bis 2015 ein französischer Kanton im Arrondissement Châtellerault, im Département Vienne und in der Region Poitou-Charentes; sein Hauptort war Dangé-Saint-Romain. Vertreter im Generalrat des Départements war zuletzt von 1994 bis 2015 Guy Monjalon (PS). 

## Geografie
Der Kanton Dangé-Saint-Romain war 173,39 km² groß und hatte 9.625 Einwohner (2006), was einer Bevölkerungsdichte von 56 Einwohnern pro km² entsprach. Er lag im Mittel 64 Meter über Normalnull, zwischen 37 Meter in Dangé-Saint-Romain und 147 Meter in Oyré.

## Gemeinden
Der Kanton bestand aus acht Gemeinden:
| Gemeinde              | Einwohner Jahr | Fläche km² | Bevölkerungsdichte | Code INSEE | Postleitzahl |
| --------------------- | -------------- | ---------- | ------------------ | ---------- | ------------ |
| Buxeuil               | 963 (2013)     | 11,96      | 81 Einw./km²       | 86042      | 37160        |
| Dangé-Saint-Romain    | 3.073 (2013)   | 34,99      | 88 Einw./km²       | 86092      | 86220        |
| Ingrandes             | 1.762 (2013)   | 35,03      | 50 Einw./km²       | 86111      | 86220        |
| Leugny                | 437 (2013)     | 15,74      | 28 Einw./km²       | 86130      | 86220        |
| Les Ormes             | 1.680 (2013)   | 24,22      | 69 Einw./km²       | 86183      | 86220        |
| Oyré                  | 1.020 (2013)   | 33,19      | 31 Einw./km²       | 86186      | 86220        |
| Port-de-Piles         | 548 (2013)     | 5,32       | 103 Einw./km²      | 86195      | 86220        |
| Saint-Rémy-sur-Creuse | 401 (2013)     | 12,94      | 31 Einw./km²       | 86241      | 86220        |